# Латвийска втора лига
Латвийската втора лига е третото и най-ниско ниво на латвийския клубен футбол и е организирана от Латвийската Футболна Федерация. С организацията на първия етап се заемат регионалните центрове на Латвийската Футболна Федерация, а с втория и третия – самата национална федерация.

## Турнир

### Първи етап – Регионални шампионати
Във Втора лига има 50 отбора, като бройката може да варира. Има 7 региона и отборите играят мачове като домакин и като гост срещу регионалните опоненти. От всеки регион към финалния рунд продължават по 2 отбора. Мачовете се играят от май до октомври.
| Регион      | Брой отбори |
| ----------- | ----------- |
| Рига        | 11 отбора   |
| Видземе     | 11 отбора   |
| Курземе     | 7 отбора    |
| Земгале     | 7 отбора    |
| Латгале     | 5 отбора    |
| Североизток | 5 отбора    |
| Даугавпилс  | 8 отбора    |

### Втори и трети етап – финален (заключителен) турнир
Всеки от шампионите е длъжен да играе във втория етап на турнира – плейофите. Шампионатът на Даугавпилс вече има статут на Регионален и така шампионът от там взема участие във финалния турнир.
Втората фаза се играе на принципа на директните елиминации. Ако за края на втората фаза – 1/4 финалите има повече от 4 двойки желаещи, чрез жребии се определя кои отбори напускат надпреварата. Третият етап е финален турнир, в който участват 4 отбора. Първо се играя два 1/2 финала. След което има мач за 3-то място и финал. И победителят във Втора лига и финалистът получават право на промоция, така че участие във финала гарантира място в Първа Лига.